# 541691 Ranschburg
541691 Ranschburg è un asteroide della fascia principale. Scoperto nel 2011, presenta un'orbita caratterizzata da un semiasse maggiore pari a 2,6166689 au e da un'eccentricità di 0,1233041, inclinata di 13,65320° rispetto all'eclittica.